# 佳人之奇遇
《佳人之奇遇》（日语：／）是日本政治家東海散士的政治小説。首篇于1885年刊行，截至1888年共刊行四篇。第五篇于國會建立的1891年刊行，第六至第八篇于甲午戰爭之後的1897年刊行，至此全本完結。共16卷。

## 内容
講述了會津藩的遺臣東海散士渡美后，在費城的獨立廳與愛爾蘭美人紅蓮和西班牙貴族婦女幽蘭邂逅，此後又遇見了明朝遺臣的故事。這些角色均抱著亡國的憂慮，希望推進自己的國家收回國權，因此相互建立了交情。此外，作爲亡國的代表，匈牙利的科苏特·拉约什在每一篇中均有登場。
全書在情節中加入了關於東亞發展的意見、世界各國的地方志、對世界史的注釋等内容，前半部分主要述説的政治觀點是：小國在依靠大國的狀態下無法獲得民族解放，小國的國民必須擁有守護自己國家的力量，以及各個小國之間應當建立合作。後半部分混雜了作者本人隨谷干城游覽歐洲時的見聞，此外，關於與金玉均的交往和朝鮮半島的議論以及關於甲午戰爭后三國干涉還遼的議論逐漸佔據了作品的主軸，前半部分的諸位“佳人”逐漸淡出了作品情節。

## 翻譯
梁啓超流亡日本期間于橫濱創立的《清議報》從1898年的創刊號開始即以《佳人奇遇》的標題將本作翻譯爲文言文連載。
潘周楨將其翻譯為越南語國語字，題爲《佳人奇遇演歌》（越南语：／），1926年公開刊行。